# Eucharis turanica
Eucharis turanica är en stekelart som beskrevs av Gussakovskiy 1940. Eucharis turanica ingår i släktet Eucharis och familjen Eucharitidae. Inga underarter finns listade i Catalogue of Life.